# Odin Teatret

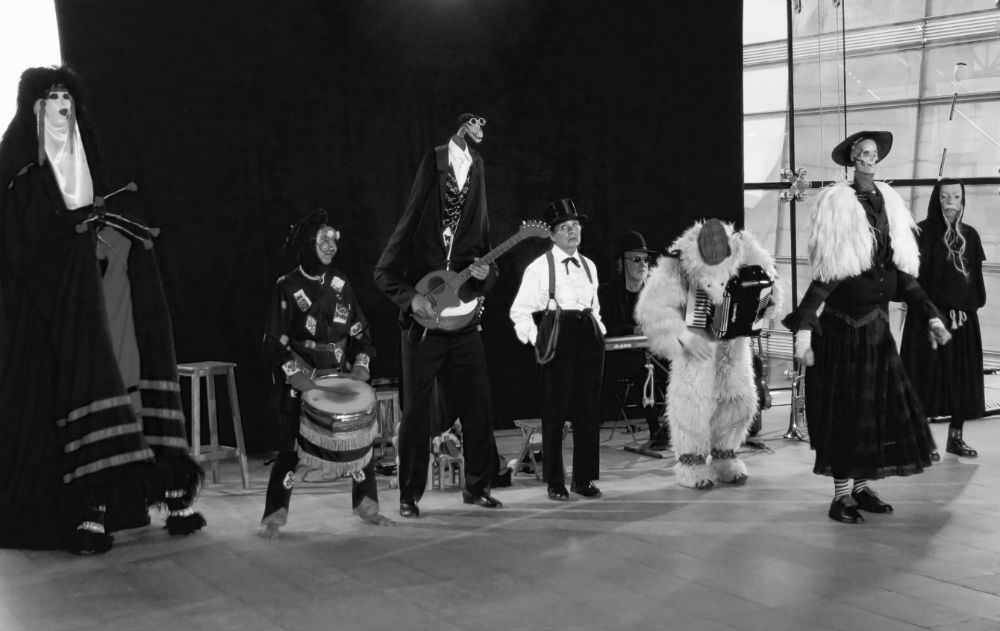
Théâtre Odin à la Bibliothèque royale de Copenhague.

Le Nordisk Teaterlaboratorium/Odin Teatret, plus connu sous l'appellation d'Odin Teatret est une compagnie théâtrale fondée par Eugenio Barba à Oslo en Norvège en 1964 et installée par la suite à Holstebro au Danemark. L'Odin Teatret a obtenu le statut d'institution autonome en 1984. C'est aussi le siège de l'International School of Theatre Anthropology, fondée en 1979, également par Eugenio Barba, et du Centre for Theatre Laboratory Studies fondé en 2002.